# Polynormande
De Polynormande is een wielerwedstrijd in Frankrijk. De wedstrijd wordt verreden sinds 1980 in Saint-Martin-de-Landelles in Normandië en maakt deel uit van het Franse regelmatigheidscriterium Coupe de France en het Europese continentale circuit van de UCI, de UCI Europe Tour. De Polynormande staat traditioneel eind juli op de wielerkalender.

## Lijst van winnaars

### Meervoudige winnaars
| Zeges | Renner           | Land      | Jaren      |
| ----- | ---------------- | --------- | ---------- |
| 2     | Marc Madiot      | Frankrijk | 1983, 1987 |
| 2     | Richard Virenque | Frankrijk | 1995, 1997 |

### Zeges per land
| Zeges | Land                  |
| ----- | --------------------- |
| 33    | Frankrijk             |
| 8     | België                |
| 2     | Zwitserland           |
| 1     | Oezbekistan, Portugal |

1980 · 1981 · 1982 · 1983 · 1984 · 1985 · 1986 · 1987 · 1988 · 1989 · 1990 · 1991 · 1992 · 1993 · 1994 · 1995 · 1996 · 1997 · 1998 · 1999 · 2000 · 2001 · 2002 · 2003 · 2004 · 2005 · 2006 · 2007 · 2008 · 2009 · 2010 · 2011 · 2012 · 2013 · 2014 · 2015 · 2016 · 2017 · 2018 · 2019 · 2020 · 2021 · 2022 · 2023 · 2024 · 2025